# アイアン・スカイ
『アイアン・スカイ』（原題: Iron Sky）は、ティモ・ヴオレンソラ監督による2012年公開のフィンランド・ドイツ・オーストラリア合作のSF映画。
2013年には、DVD・Blu-rayの通常版と約17分間のシーン追加されたディレクターズカット版も発売された。

## ストーリー
2018年にアメリカ合衆国大統領選挙キャンペーンの一環として46年ぶりに月面の裏側に着陸したアフリカ系アメリカ人のモデル ジェームズ・ワシントンが発見したものは、ナチスの基地であった。ナチスは、1945年のドイツ崩壊の際に秘密裏に開発した宇宙ロケットで月へと脱出し、地球侵攻の準備をしていたのである。ナチス基地に拉致したジェームズを尋問しようとしたナチス幹部は、彼がアフリカ系であることに驚く。
月面親衛隊准将クラウス・アドラーの婚約者でもあるレナーテはナチスの「愛」の信奉者で「地球」学者であった。彼女は拷問を受けるジェームズへ、生き延びる為にナチス信奉者を演じるようアドバイスする。レナーテの父でナチスの科学主任を務めるリヒター博士はジェームズの持っていたスマートフォンを使えば開発中の最終兵器「神々の黄昏」号を完成できることに気がつく。だがその試運転中でスマートフォンはバッテリー切れを起こし起動は失敗。更なるスマートフォンを求めて、クラウスは地球へ向かう任務に志願、リヒター博士の開発した「白人化」薬で白人化したジェームズを連れてUFO型宇宙船で地球へ向かう（レナーテは密航）。ジェームズは大統領に会わせろというクラウスの要請に応じて大統領の関係者である選挙キャンペーン責任者ヴィヴィアン・ワグナーを拉致。直後、ジェームズは用済みとして車外に放り出されてしまう。クラウスに誘拐されたヴィヴィアンは、クラウスとレナーテが大統領キャンペーンの役に立つことに気づき、大統領に紹介。パブリシスト（広報担当者）へ任命する。
数ヵ月後、レナーテはホームレスとして暮らすジェームズと再会。喜ぶレナーテに対し激昂するジェームズ。相変わらずナチスの思想に傾倒している彼女は、理解を求めるべくジェームズを『チャップリンの独裁者』に誘う。だが彼女が月面で見ていた映画『独裁者』はナチスにとって都合のよい場面だけを10分ほど抜粋したものであり、本当のナチスは彼女が信じていたような「愛」の思想の体現者ではなかったのだ。レナーテは真実を知り動揺する。
一方、ヴィヴィアンとともに月面を攻撃して月面総統の地位の奪取を計画するクラウスであったが、月面総統のコーツフライシュはすでに地球攻略作戦を開始しており、秘密裏に地球へ上陸していた。コーツフライシュにより処刑を宣告されたクラウスはヴィヴィアンにより間一髪のところで救われたものの、月面総統の地位が手に入った以上用済みであるとして、彼女を捨てて月面へ帰還する。
その頃、コーツフライシュの指示により、UFO型宇宙船を搭載した飛行船型宇宙母艦が月面基地からマンハッタン上空に襲来していた。首脳会議の場でアメリカ合衆国大統領は宇宙条約に違反して宇宙戦艦「USS・ジョージ・W・ブッシュ」を開発していたことを明らかにし、ナチス迎撃を宣言する。実は首脳会議の参加国のうちフィンランド以外すべての国が武装した宇宙戦艦を保有していることがわかり、即席の対ナチス連合艦隊が結成される。アメリカ戦艦の司令官はクラウスに捨てられた恨みを晴らそうとするヴィヴィアンであった。
レナーテとジェームズは「神々の黄昏」の発進を阻止すべく、クラウスを追いかけて月面に到着していた。「神々の黄昏」は一度は発進したものの、連合艦隊の攻撃、レナーテとジェームズの奮闘で月面に墜落。ナチスの地球侵攻計画は水泡に帰した。
平和が回復し一件落着と思われたのも束の間、アメリカが月面ナチスの貯蔵したヘリウム3を我が物であると主張し、首脳会議の場で大乱闘が勃発する。混乱は宇宙艦隊まで飛び火し、艦隊の内戦が勃発。その挙句、地球上でも各国の核攻撃が開始され地球上の全てに死の灰が広がる。皮肉にも月のナチスやレナーテ、「脱白人化薬」により肌の色が元に戻ったジェームズは生き残ることとなった。半壊した月面基地の中でジェームスによって拘束され、大音量のロックを耳元のスピーカーから流されているリヒター博士の悲鳴で物語は幕を閉じる。

## キャスト
※括弧内は日本語吹替
- レナーテ・リヒター - ユリア・ディーツェ（ドイツ語版）（甲斐田裕子）
- クラウス・アドラー - ゲッツ・オットー（楠大典）
- ジェームズ・ワシントン - クリストファー・カービイ（ドイツ語版）（高木渉）
- ウォルフガング・コーツフライシュ総統 - ウド・キア（後藤哲夫[7]）
- リヒター博士 - ティロ・プリュックナー（ドイツ語版）（岩崎ひろし）
- ヴィヴィアン・ワグナー - ペータ・サージェント（英語版）（朴璐美）
- アメリカ合衆国大統領 - ステファニー・ポール（英語版）（塩田朋子）
- 国防長官 - マイケル・カレン（高岡瓶々）
- サンダース船長 - ベン・シーマー（岡本未来）
- インド代表 - アーシャッド・パンジャタン（松嶋潤）

## 製作
2006年に企画が始まり、2008年に製作資金を集めるため第61回カンヌ国際映画祭で予告映像を公開し、オリヴァー・ダミアンの27フィルム・プロダクションと共同製作契約を結んた。製作には映画製作オンライン・コミュニティのWreckamovieを利用し、脚本やキャラクター名を公募した他、製作費の提供を呼びかけ約100万ユーロ（約1億円）のカンパを集め、クラウドファンディングの成功例として取り上げられた。
2009年2月11日、ユリア・ディーツェの出演とライバッハが楽曲を担当することが発表された。ナチスを題材にした作品のため、アドルフ・ヒトラーが好んだリヒャルト・ワーグナーの『ニーベルングの指環』などが使用され、月面ナチスの国歌には『ラインの守り』が採用された。2010年の第63回カンヌ国際映画祭の期間中に、オーストラリアのニュー・ホラント・プロダクションと共同製作契約を結んだ。
2010年11月にフランクフルト・アム・マインでニューヨークのシーンのロケーション撮影が始まり、ノイエ・マインツァーファー通りや市内のオフィスビルで撮影が行われた後、ヴィースバーデン、リュッセルスハイム・アム・マイン、ビルシュタインでも撮影された。2011年1月から2月6日にかけてオーストラリアでブルーバックを用いたスタジオ撮影が行われ、その後10週間かけて編集作業が行われた。

## 公開
2012年2月11日、第62回ベルリン国際映画祭でプレミア上映され、4月4日にフィンランドで、4月5日からはドイツで公開が始まった。日本では9月28日よりTOHOシネマズ六本木ヒルズ他で劇場公開された。
一方、イギリスでは配給会社の判断で上映が1日だけに限定され、激怒した製作サイドがファンに抗議の声を挙げるように呼びかける事態となり、騒動を受けた配給会社は公開期間の延長を決定した。

## 評価
Rotten Tomatoesには36件のレビューが寄せられ支持率36%となっており、Metacriticでは102件のレビューに基づき6.6/10のスコアを与えている。Film.comのウィリアム・グロスは「D+」評価を与え、「ユーモアを失った『オースティン・パワーズ』の続編のようだ」と批評している。シアトル・タイムズのジェフ・シャノンは四つ星満点中二つ星を与え、「素晴らしいアイディア、酷い実行力」と批評した。バラエティ誌のレスリー・フェルペリンは、「適度なヒットを遂げるほどの良さはなく、カルト的人気を得るほどの酷さでもない、まあまあの出来です」と批評している。2012年にオーストラリア映画芸術アカデミー賞の特殊効果賞を受賞している。

## メディア展開
2011年10月5日、ミッコ・ラウタラリによる映画の前日譚を描いたコミック『Iron Sky: Bad Moon Rising』が出版された他、ジェリー・キッセルによるコミック版も出版されている。2012年9月19日には、日本語字幕を担当した高橋ヨシキによる小説版が竹書房文庫から発売された。小説版ではコーツフライシュやアドラーの過去など、映画には存在しないシーンがいくつか追加されているほか、登場人物の性格や設定も一部変更されている。また、映画ではアメリカ大統領の名が登場しないが、小説ではサラ・ペイリンとされている。
2012年に戦略ボードゲームが発売されている。プレイヤーはナチスと地球連合に分かれて、地球の三つの大陸を奪い合う。同年8月19日にはリアリティ・ポンプ・スタジオから戦略RPG『アイアン・スカイ: インヴェイション』が発売された。

## 続編
2012年5月20日、テロ・カウコマーは本作の続編と前日譚の構想があることを発表したが、詳細については語られなかった。2013年5月に、続編『アイアン・スカイ 第三帝国の逆襲』の製作が発表された。2015年に撮影が行われ、本作と同様にファンから100万ドル（約1.2億円）以上のカンパが寄せられた。また、2018年には中国を舞台とした『アイアン・スカイ: ジ・アーク』が公開される。